# Abdullah Mahmud Hendropriyono

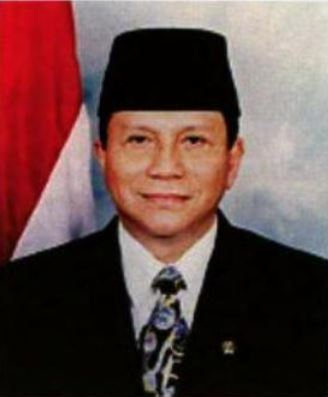
Hendropriyono (1998)

Abdullah Mahmud Hendropriyono (* 7. Mai 1945 in Yogyakarta, Niederländisch-Indien), kurz AM Hendropriyono oder Hendro, ist ein ehemaliger indonesischer General, Chef des Nachrichtendienstes und Minister.

## Werdegang
1975 war Hendropriyono als Mitglied der Streitkräfte Indonesiens bei der Operation Seroja, der Invasion Indonesiens in das benachbarte Osttimor. Beim Talangsari-Zwischenfall 1989 ermordeten Soldaten der unter seinem Kommando stehenden Garuda Hitam bei dem Dorf in der Sumatra-Provinz Lampung zwischen 27 und 130 Zivilisten, weswegen Hendropriyono als „Schlächter von Lampung“ bezeichnet wurde. Er selbst bezeichnete diese Anschuldigung als „Verleumdung“ und „Rufmord“.
Von 1991 bis 1993 diente er als Militärchef in Jakarta, wo er Berichten zufolge an Gewalttaten gegen osttimoresische Studenten beteiligt war, die sich für die Unabhängigkeit ihres Landes einsetzten. Als Transmigrationsminister unterstützte er 1999 finanziell die Bildung von pro-indonesische Milizen in Osttimor, die in der Zeit des Unabhängigkeitsreferendum in Osttimor gegen die Unabhängigkeitsbefürworter mit Gewalt vorgingen und nach Bekanntgabe des Ergebnisses Osttimor in der Operation Donner in Schutt und Asche legten. Hendropriyono soll auch die Zwangsdeportation von mindestens 250.000 Osttimoresen während der Operation in das indonesische Westtimor veranlasst haben.
Von 2001 bis 2004 war Hendropriyono der erste Chef des Badan Intelijen Negara (BNI), dem staatlichen Geheimdienstes. In diesen Zeitraum fällt die Ermordung des Menschenrechtlers Munir Said Thalib, der Beweise für die Verantwortung des Militärs für Menschenrechtsverletzungen in Aceh, Westpapua und Osttimor aufdeckte. Hendropriyono wird mit dem Mord in 2011 durch WikiLeaks bekannt gewordenen Nachrichten von US-Diplomaten in Verbindung gebracht. Er weigerte sich aber in verschiedenen Gerichtsverfahren dazu auszusagen. 2014 gestand Hendropriyono in einem Interview mit Allan Nairn ein, zumindest Befehlsverantwortung im Fall der Ermordung Miunirs gehabt zu haben. Hendropriyono gilt als langjähriger Freund von der damaligen Präsidentin Megawati Sukarnoputri, doch mit Amtsantritt von Susilo Bambang Yudhoyono musste er die Führung des BNI abgeben und absolvierte zunächst eine Promotion in Philosophie, während er regelmäßig im Fernsehen als Sicherheitsexperte auftrat. 2014 verlieh das State Intelligence Institute (STIN) Hendropriyono die Professorenschaft für „Intelligence“ für seinen herausragenden Beitrag in diesem Gebiet.
Nachdem Megawatis Partei PDI-P mit Joko Widodo die Präsidentschaftswahl in Indonesien 2014 gewonnen hatte, wurde Hendropriyono von Widodo in das Beraterteam für die Übergangszeit zum Machtwechsel aufgenommen. Apäter wurde er Adjutant von Präsident Widodo.
Von 2016 bis 2018 war Hendropriyono Chef der Partai Keadilan dan Persatuan (PKP). Er gilt weiter als einer der einflussreichsten Militärs in seinem Land.

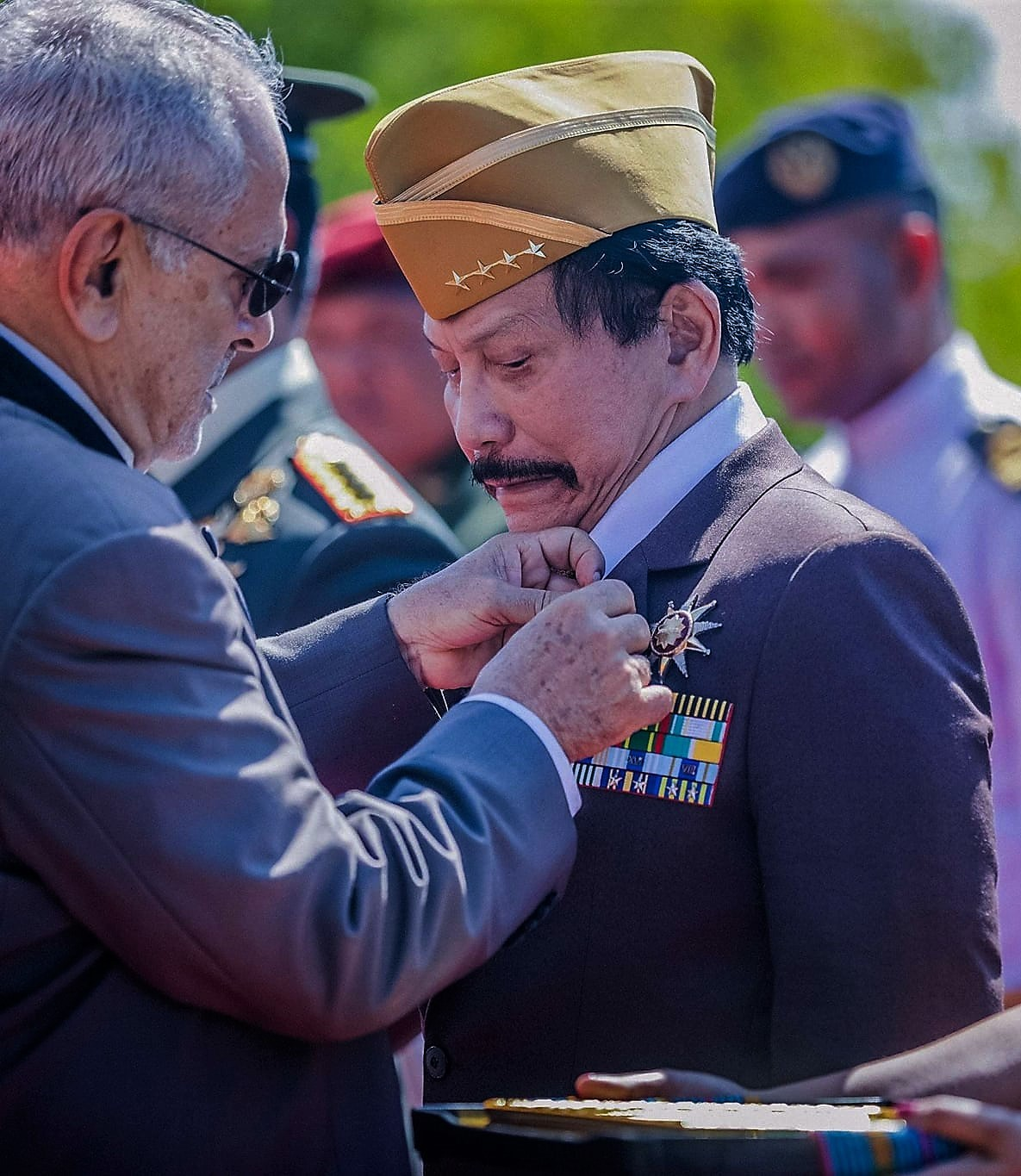
Abdullah Mahmud Hendropriyono bei der Verleihung der osttimoresischen Verdienstmedaille (2022)

Am 20. August 2022 verlieh Osttimors Präsident José Ramos-Horta Hendropriyono die osttimoresischen Verdienstmedaille, womit er auf breites Unverständnis und viel Kritik stieß. Ebenfalls wurde durch Ramos-Horta General Andika Perkasa geehrt, der Kommandeur der indonesischen Armee und Schwiegersohn von Hendropriyono. Carlos da Silva Lopes, Mitbegründer der osttimoresischen Studenten-Widerstandsgruppe RENETIL nannte es „eine schwere Beleidigung für den Kampf des Volkes von Osttimor, das sehr gelitten hat und von dem viele durch Folter und Tötung ums Leben gekommen sind“. Präsident Ramos-Horta gilt in seiner Politik als Pragmatiker.